# Li (popolo)
I Li (黎S, LìP) sono un gruppo etnico facente parte dei 56 gruppi etnici riconosciuti ufficialmente dalla Repubblica popolare cinese. La maggioranza dei Li vive nelle zone costiere della provincia cinese di Hainan, dove rappresentano la minoranza etnica più grande.
Durante la dinastia Sui, i Li erano conosciuti con il nome di Liliao, mentre oggi i Li si autodefiniscono Hlai o Sai.
I Li godono di una considerevole stima da parte del governo di Pechino, perché molti di loro in passato hanno combattuto al fianco del Partito Comunista Cinese contro i nazionalisti del Kuomintang, durante la Guerra civile cinese . Inoltre, i Li hanno sofferto molto l'occupazione giapponese delle loro zone durante la Seconda guerra mondiale.
Il linguaggio dei Li, conosciuto come Hlai, è classificato nel ceppo delle lingue Tai-Kadai. Questa lingua non ha utilizzato un proprio sistema di scrittura fino agli anni cinquanta, quando fu introdotto un sistema basato sull'alfabeto latino. I Lì possono generalmente comprendere e parlare il cinese.
I Li, tra l'altro, sono noti per la loro profonda conoscenza delle erbe mediche, e sono abili nella preparazione di antidoti contro il veleno dei serpenti.
La religione si basa quasi esclusivamente su fedi di tipo politeistico; i Li credono nel culto degli antenati, considerati come vere e proprie forze maggiori alle quali chiedere aiuto e protezione. Diffuso è il culto degli spiriti della terra, protettori dell'agricoltura.